# 阿波池田うだつの家・たばこ資料館
阿波池田うだつの家・たばこ資料館（あわいけだうだつのいえ・たばこしりょうかん）は、徳島県三好市池田町マチにあるたばこに関する博物館。建物名は真鍋家住宅（まなべけじゅうたく）。うだつを持つ建物は三好市指定有形文化財。

## 歴史

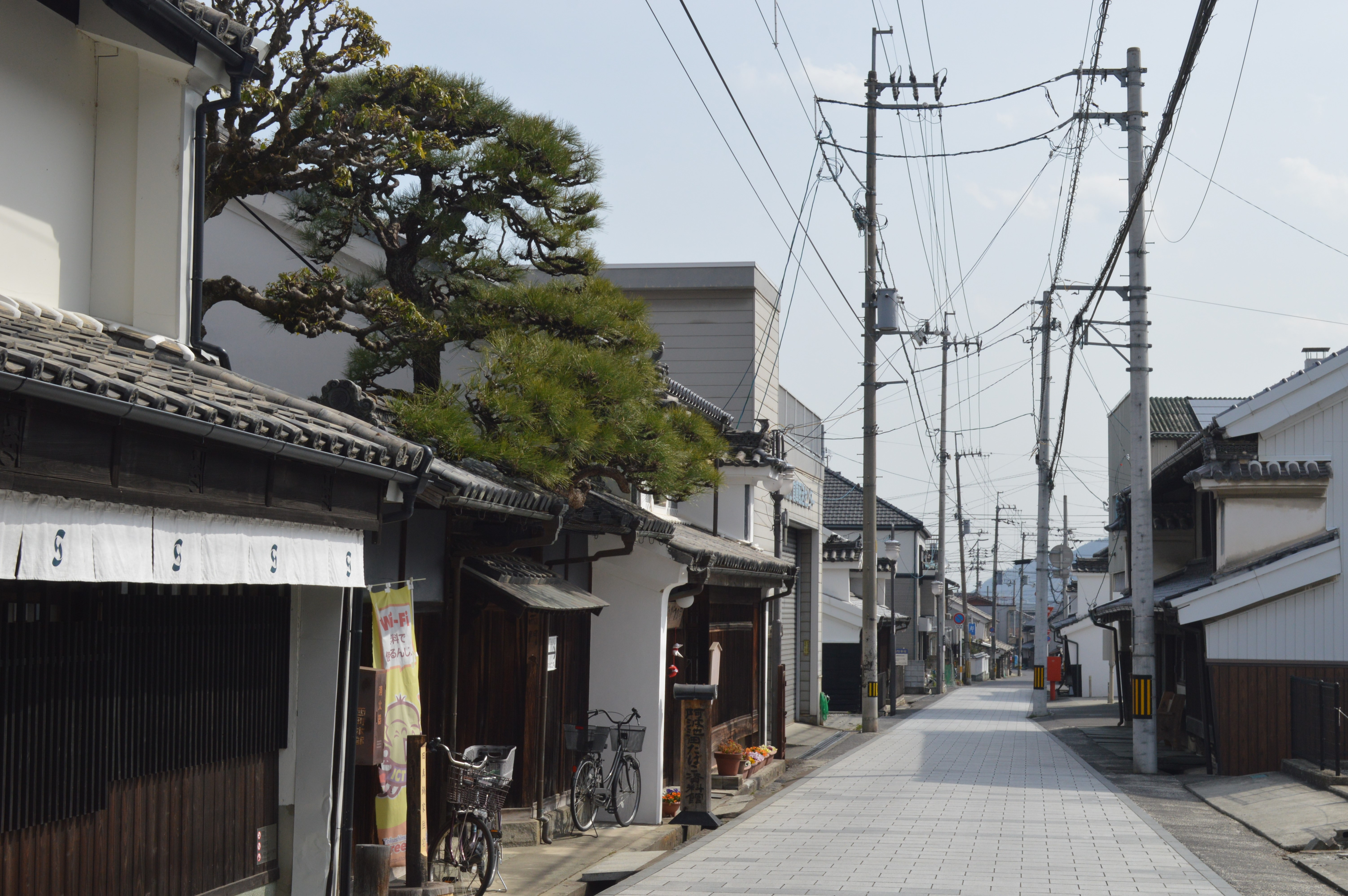
本町通りと真鍋家住宅

江戸時代から阿波国西部の山間部では葉たばこの栽培が盛んだった。幕末から明治時代にかけて、この地域の葉たばこは「阿波葉」と呼ばれ、ブランドとしては「阿波刻み」として知られた。三好郡における行政や経済の中心である阿波池田は葉たばこの集積地として栄えた。最盛期の池田町には100軒以上の刻みたばこ業者が存在したとされ、本町通りにはうだつを持つ町屋が並んでいる。
所有者から真鍋家住宅の寄贈を受け、1996年（平成8年）7月1日には三好郡池田町が真鍋家住宅を池田町有形文化財に指定した。その後2000年（平成12年）、阿波池田うだつの家・たばこ資料館が開館した。なお2016年（平成28年）11月29日には、本町通り周辺にあるうだつを有する町屋、佐藤家住宅、内田家住宅、亀長家住宅、宮本家住宅、住吉家住宅が登録有形文化財に登録されている。

## 建築
真鍋家は万延元年（1860年）に真鍋武蔵によってたばこ製造を開始した家であり、幕末から明治にかけて繁栄したたばこ製造業者である。1894年（明治27年）には義弟の真鍋利三郎とともに事業を拡大し、阿波池田におけるたばこ産業は真鍋家が中心となって発展していった。真鍋家の間口は10間、奥行は32間の広大な敷地である。袖うだつを有する主屋の壁面は黒漆喰塗りであり、3つの虫籠窓、格子戸を有している。主屋のほかには書院造の離れ、茶室、煙草蔵、工場などの建物があり、工場にはかんな刻み機や売渡帳など、たばこ産業に関わる資料が展示されている。
- 主屋
- 離れ
- 茶室
- 煙草蔵

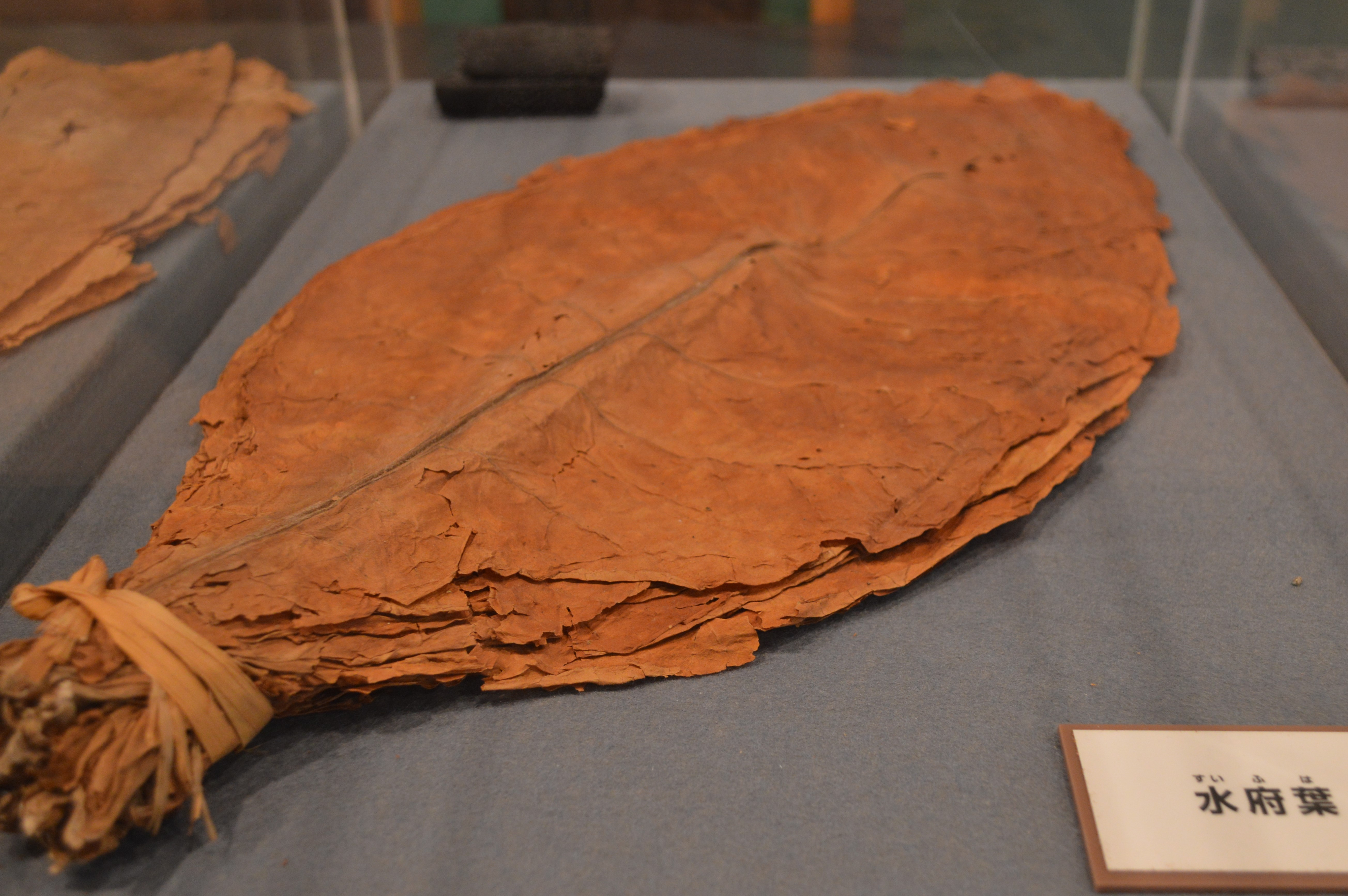
工場（たばこ資料館）
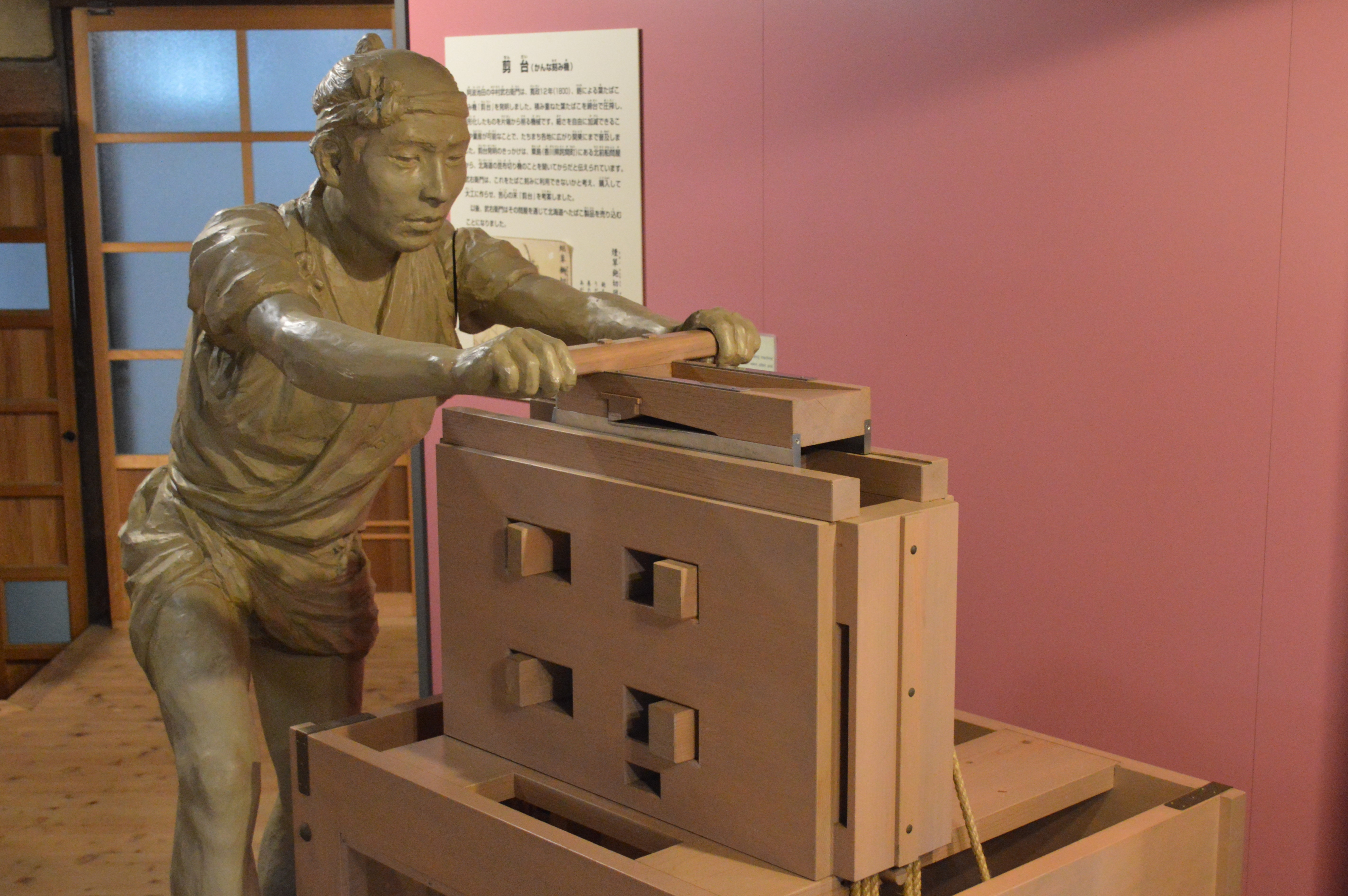
かんな刻み機
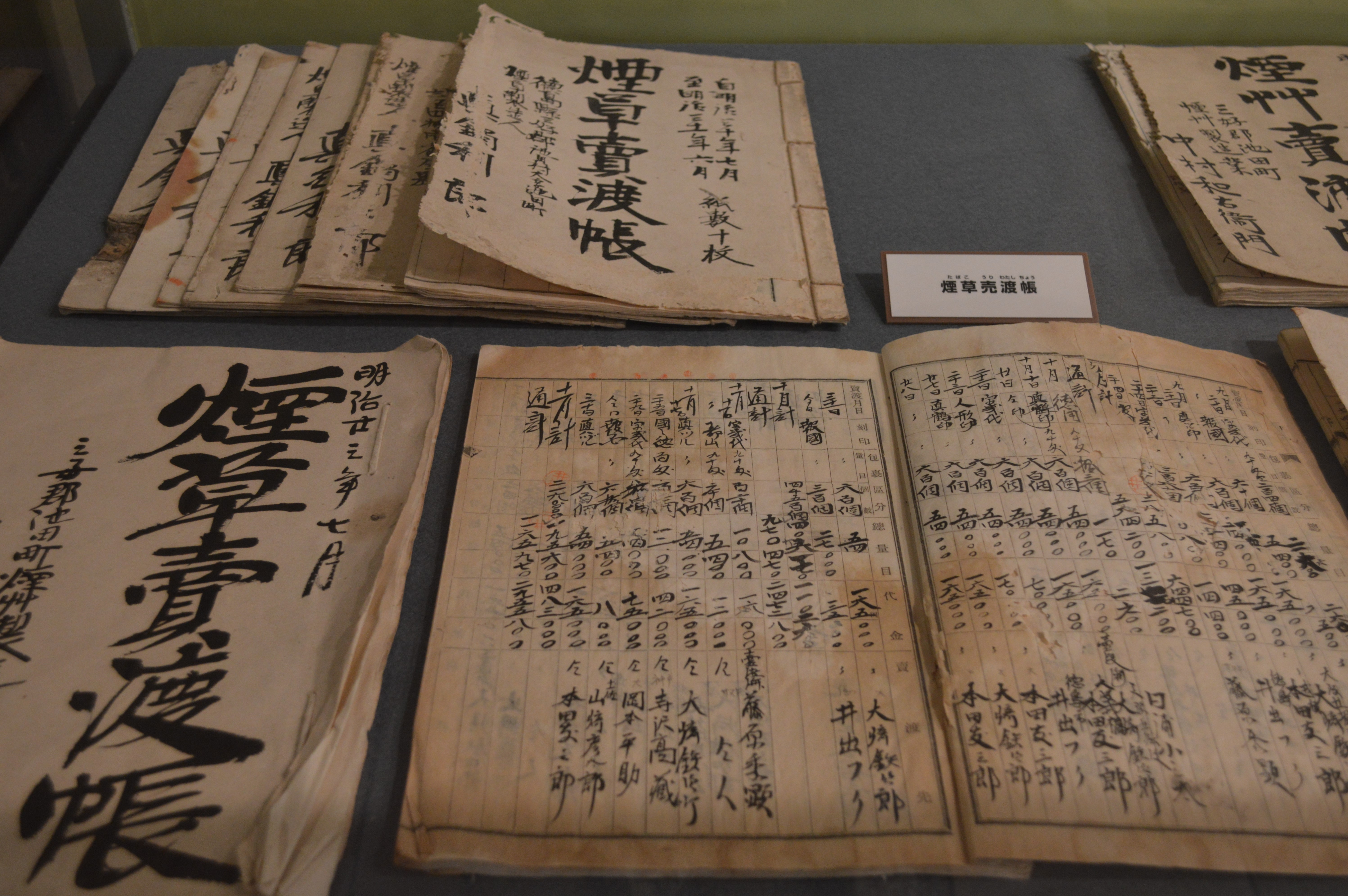
売渡帳
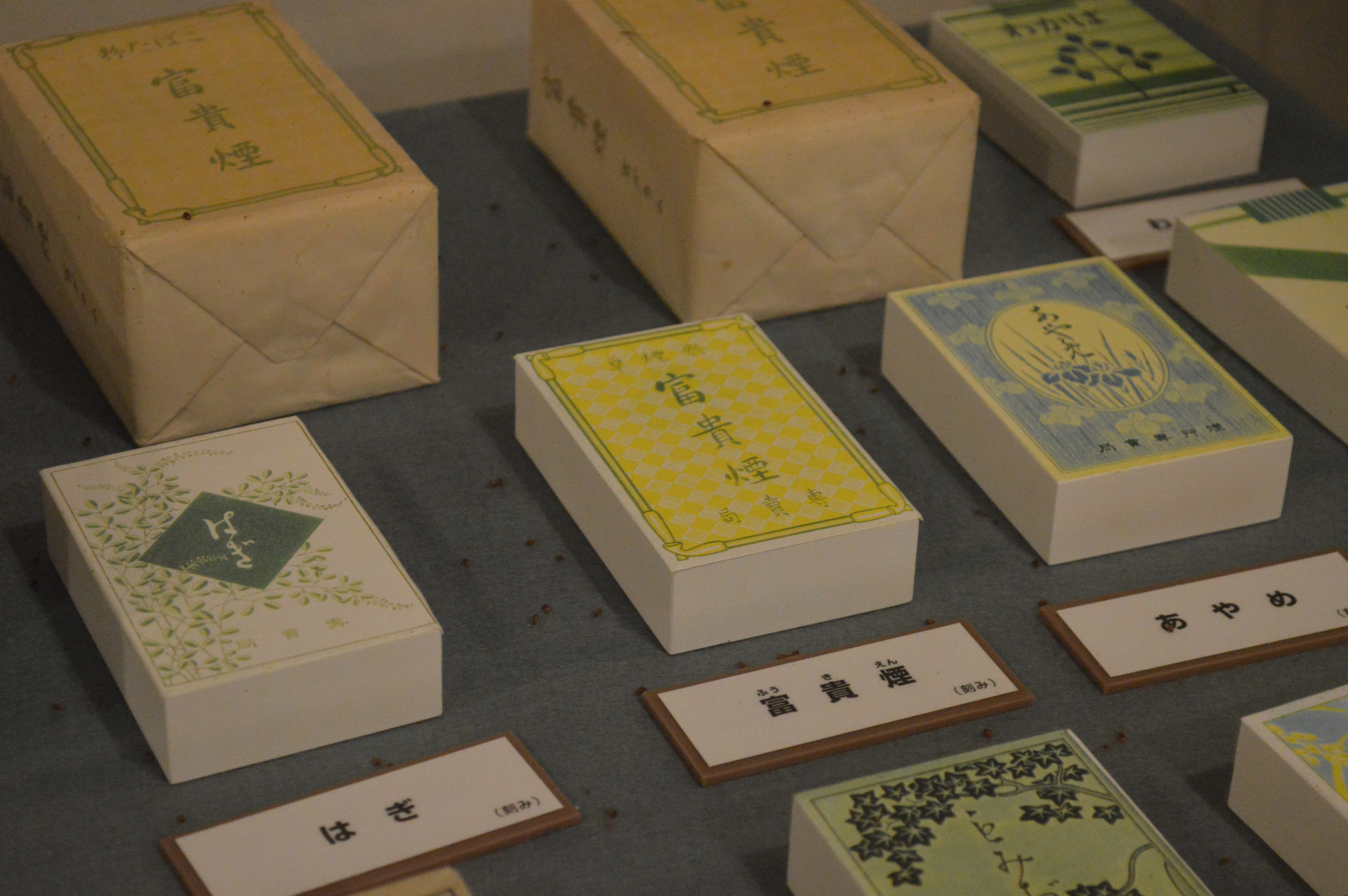
たばこ箱
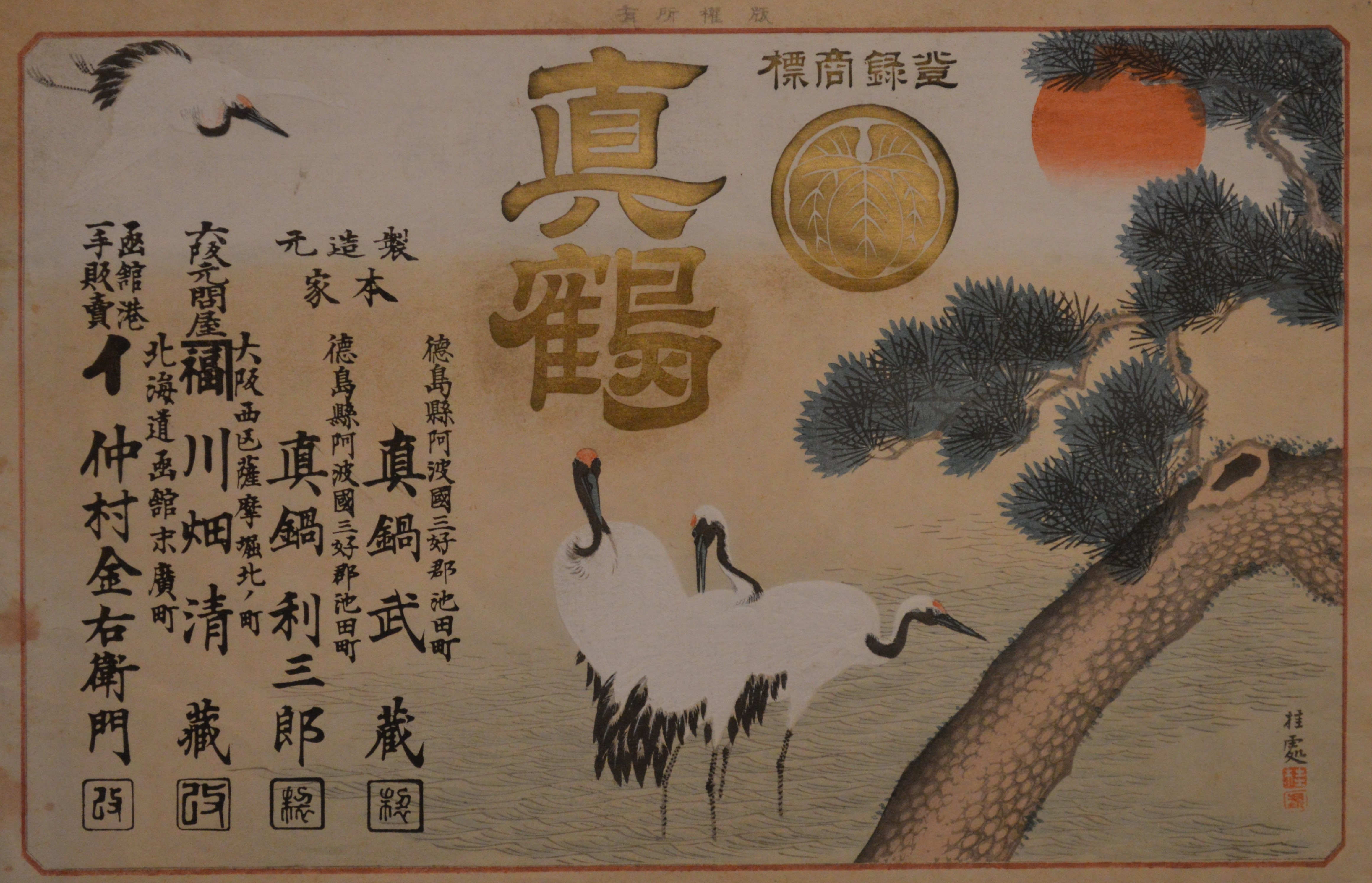
たばこ銘柄「真鶴」

- 中庭

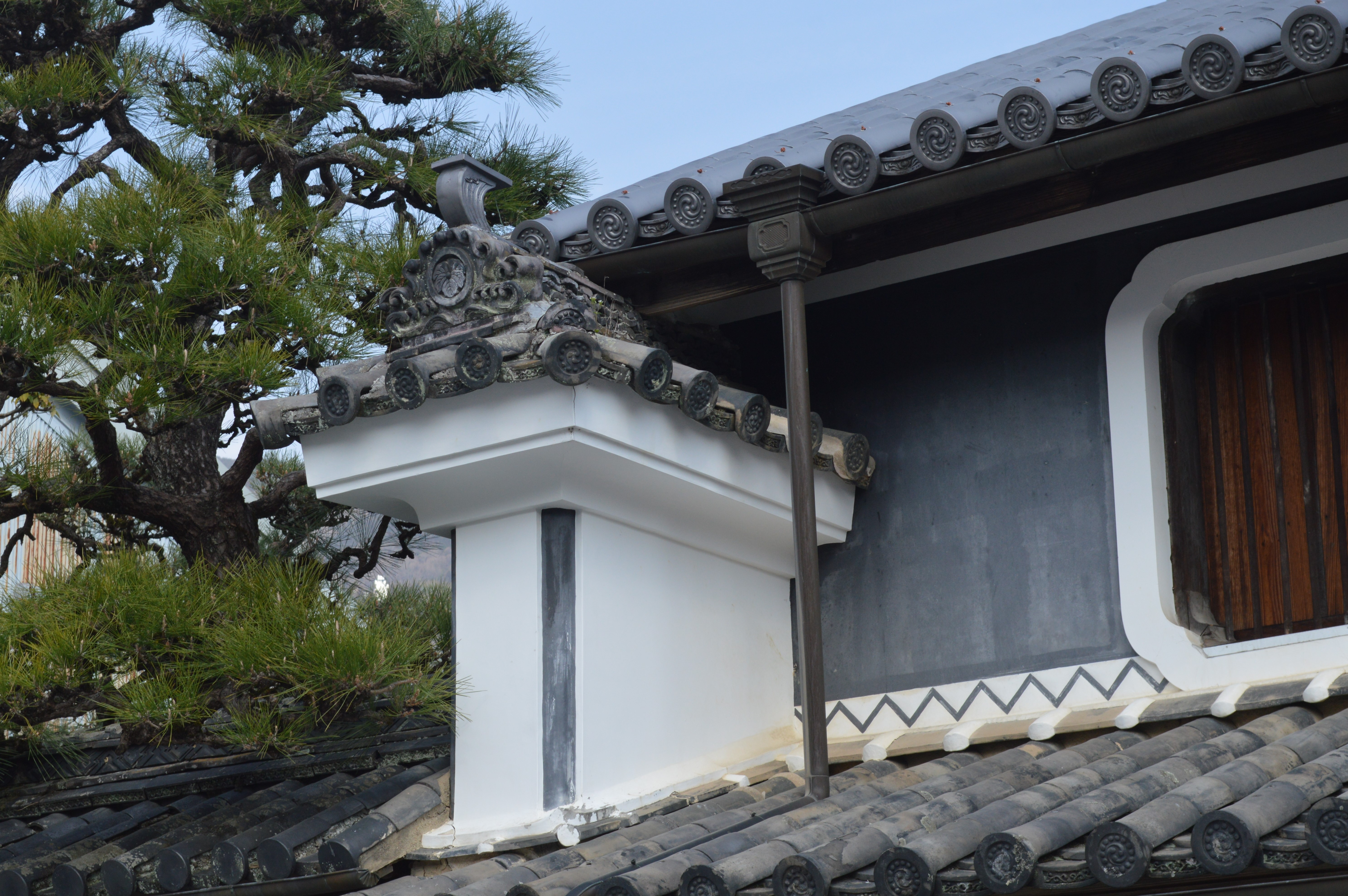
主屋のうだつ
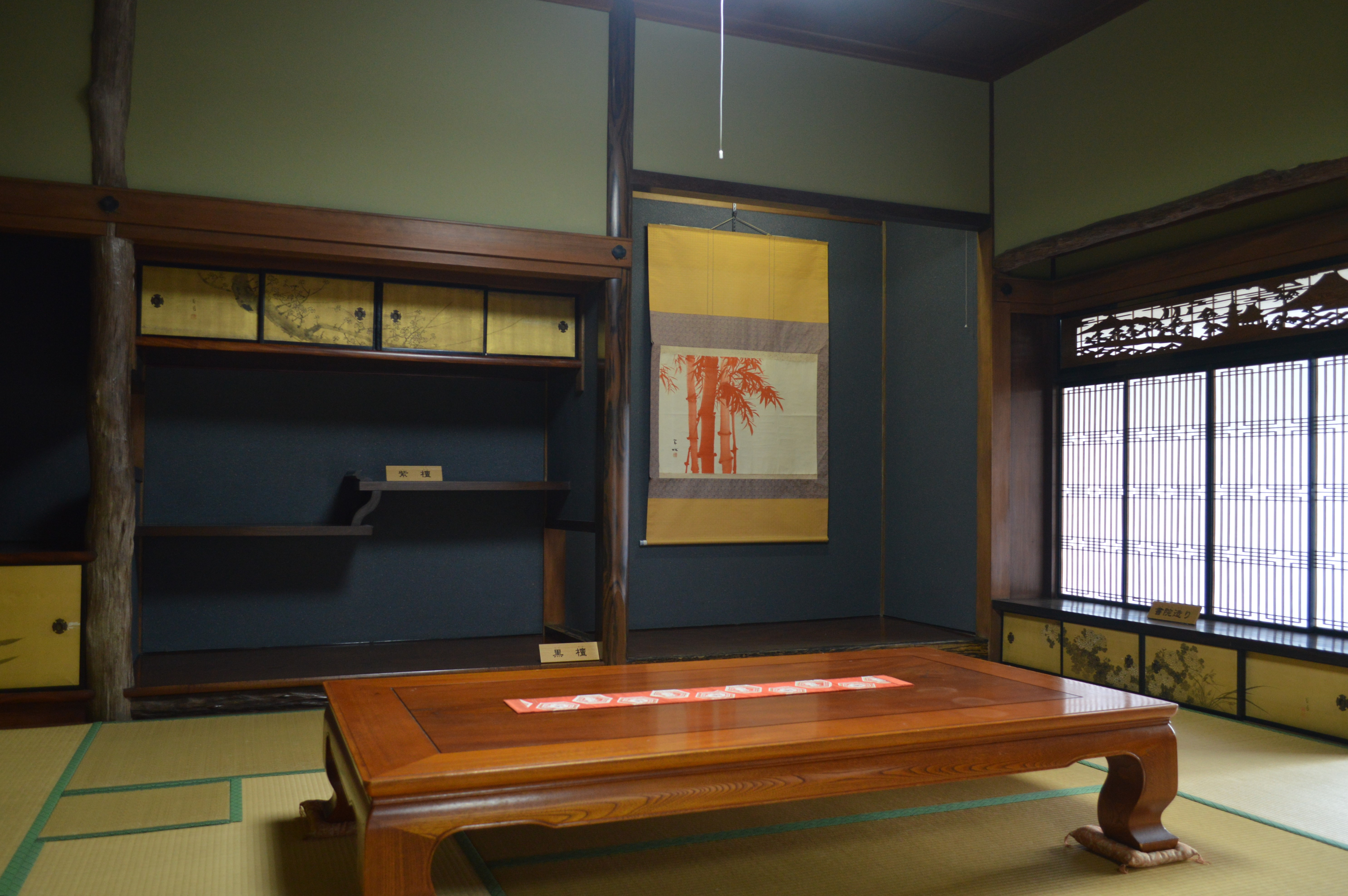
離れ
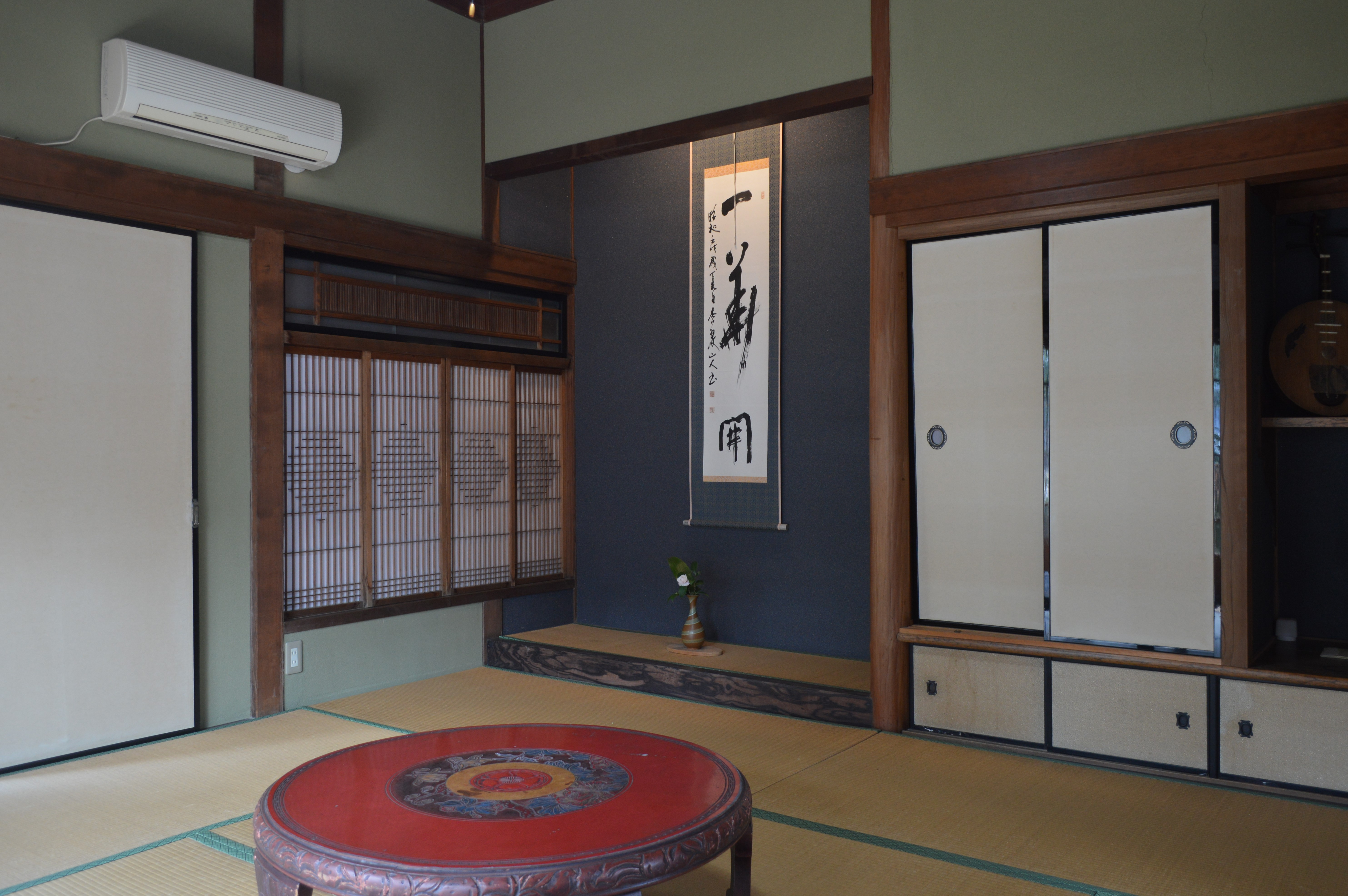
茶室
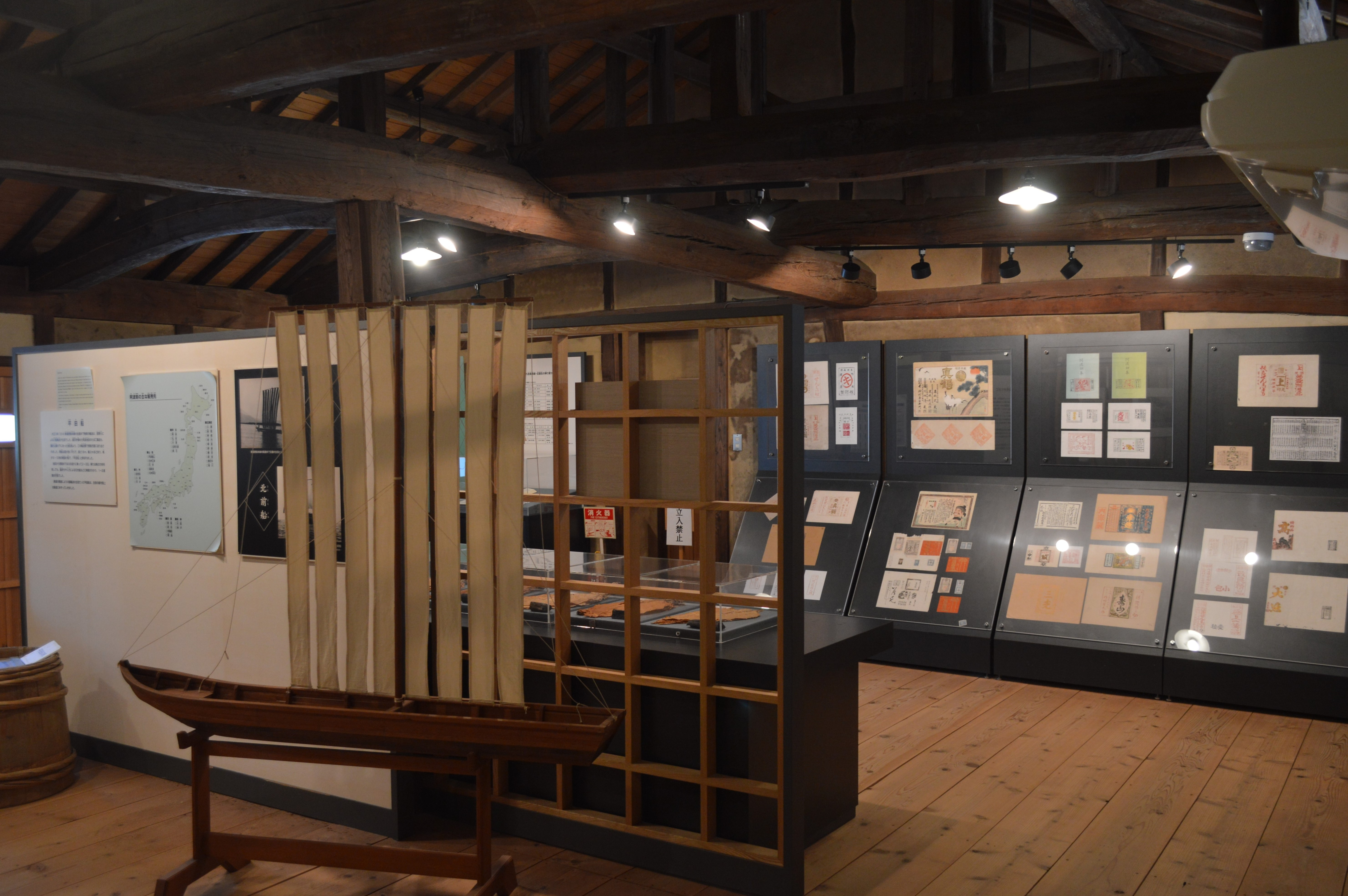
工場（たばこ資料館）
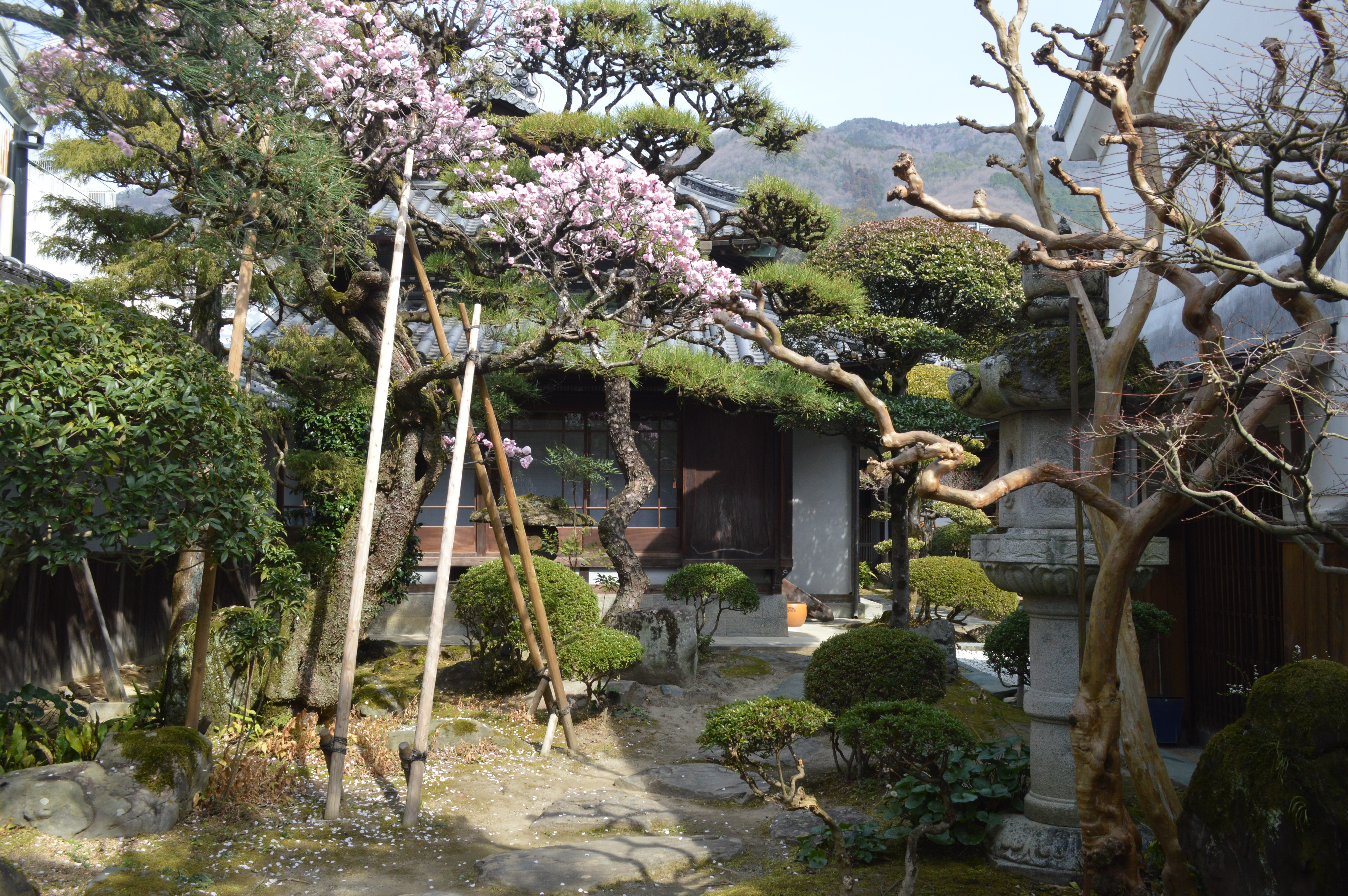
中庭

たばこ資料館
- 葉たばこ
- かんな刻み機
- 売渡帳
- たばこ箱
- たばこ銘柄「真鶴」

## 利用案内
- 開館時間：9時から17時
- 定休日：毎週水曜日、年末年始
- 入館料：一般310円
- 交通アクセス：JR土讃線阿波池田駅より徒歩約5分